# Robert Ballard
Robert Duane Ballard, ameriški častnik Ameriške vojne mornarice, oceanograf in raziskovalec, * 30. junij 1942, Wichita, Kansas, ZDA
Ballard je upokojen ameriški raziskovalec, ki je najbolj znan po odkritju razbitine ladje RMS Titanic leta 1985 in razbitine nemške vojaške ladje Bismarck leta 1987 ter razbitine letalonosilke USS Yorktown leta 1998, vse tri v Atlantskem oceanu. Odkril je tudi razbitino velikega čolna PT-109, ki je bil v lasti Johna F. Kennedya, leta 2002, obiskal pa je tudi številne ladijske razbitine, med njimi razbitino ladje HMHS Britannic in razbitino ladje RMS Lusitania. Ballard trenutno vodi raziskovanje oceanov na ladji E/V Nautilus.                                                                           

## Zgodnje življenje
Robert Ballard se je rodil v Kansasu, 30. junija 1942. Odraščal je v Pacific Beachu v San Diegu v Kaliforniji. Svoje zgodnje zanimanje za podvodno raziskovanje je pripisal gledanju (Ballard je dislektik) Disneyjeve priredbe romana Jules Verne iz leta 1870 Dvajset tisoč lig pod morjem, ki živi ob oceanu v San Diegu, in navdušenju nad revolucionarne odprave batiškafe v Trst.
Ballard je začel delati za Oceansko skupino Andreasa Rechnitzerja pri severnoameriškem letalstvu leta 1962, ko mu je oče Chet, glavni inženir raketnega programa Minuteman iz severnoameriškega letalstva, pomagal dobiti honorarno službo. V Severni Ameriki je delal na neuspelem predlogu Severne Amerike, da bi zgradil podvodno podmornico Alvin za oceanografsko institucijo Woods Hole. 
Obiskoval je kalifornijsko univerzo v Santa Barbari in leta 1965 opravil diplomo iz kemije in geologije.

## Vojaška kariera
Ballard se je leta 1965 pridružil vojski Združenih držav Amerike preko programa usposabljanja rezervnih častnikov vojske. Imenovan je bil za obveščevalnega častnika in je sprva prejel provizijo kot nadporočnik v rezervni vojski. Ko je bil leta 1967 poklican v službo, je prosil, naj izpolni svojo obveznost v ameriški mornarici. Njegova prošnja je bila odobrena in bil je premeščen v mornariški rezervat na seznamu aktivnih rezerv.  Po končani aktivni obveznosti leta 1970 je bil vrnjen v rezervni status, kjer je ostal večino svoje vojaške kariere, poklican je bil le za obvezno usposabljanje in posebne naloge.  Kot poveljnik se je leta 1995 upokojil iz mornarice, potem ko je dosegel zakonsko določeno mejo službe.

## Pomorstvo
Ballardov prvi potop v podmornici je bil v Ben Franklinu (PX-15) leta 1969 ob obali Floride med ekspedicijo oceanografske institucije Woods Hole. Poleti 1970 je za doktorsko disertacijo začel projekt terenskega kartiranja zaliva Maine. Z zračno pištolo, ki je pod vodo pošiljala zvočne valove, je določal osnovno strukturo oceanskega dna in potopnega Alvina, ki je bil uporabljen za iskanje in odvzem vzorca iz podlage. 
Poleti 1975 je Ballard sodeloval v skupni francosko-ameriški odpravi Phere, ki je iskala hidrotermalne odprtine nad Srednjeatlantskim grebenom, vendar odprava ni našla nobenih aktivnih odprtin.
Na razširjenem središču Galapagosa vzhodno od otokov je Alvin leta 1977 pri raziskavah Alvina našel globokomorske hidrotermalne odprtine in okoliške biološke skupnosti, ki temeljijo na kemosintezi.  Ballard je bil sodelujoči potapljač. 
Medtem ko se je Ballard že od zgodnjih let zanimal za morje, je njegovo delo v Woods Holeu in njegove potapljaške izkušnje ob Massachusettsu spodbudilo njegovo zanimanje za brodolome in njihovo raziskovanje. Njegovo delo v mornarici je vključevalo pomoč pri razvoju majhnih podvodnih vozil brez posadke, ki jih je bilo mogoče privezati in nadzirati s površinske ladje in so bila opremljena z razsvetljavo, kamerami in orožjem manipulatorja.

### RMS Titanic
Ballard se je prvič zanimal za iskanje Titanica leta 1973. Leta 1977 je vodil svojo prvo ekspedicijo za iskanje razbitine, ki pa ni bila uspešna.                                                                 
Poleti 1985 je bil Ballard na krovu francoske raziskovalne ladje Le Suroît, ki je s sonarjem SAR s stranskim skenerjem iskala razbitine Titanica. Ko je bila francoska ladja odpoklicana, se je preusmeril na ladjo iz Woods Hole, R / V Knorr. Nekomur je to potovanje financirala ameriška mornarica za tajno izvido razbitin dveh mornariških jedrskih podmornic, USS Scorpion in USS Thresher, ki sta potonili v šestdesetih letih, in ne za Titanic. Leta 1982 se je obrnil na mornarico o svojem novem podvodnem robotskem plovilu Argo in iskanju Titanica. Mornarica ni bila zainteresirana za njegovo financiranje. Vendar jih je zanimalo, kaj se je zgodilo z njihovimi pogrešanimi podmornicami, in na koncu ugotovili, da je Argo njihova najboljša priložnost za to. Mornarica se je strinjala, da bo financirala njegovo iskanje na Titanicu le, če bo najprej poiskal in preiskal dve potopljeni podmornici in ugotovil stanje njihovih jedrskih reaktorjev, potem ko so bili tako dolgo potopljeni, in ali je njihova radioaktivnost  vplival na okolje. Bil je postavljen na začasno aktivno službo v mornarici, zadolžen za iskanje in preiskovanje razbitin. Po končanih misijah, ko sta to dopuščala čas in financiranje, je lahko prosto uporabljal sredstva za lov na Titanic.
Po njihovih misijah za mornarico je Knorr 22. avgusta 1985 prispel na kraj in napotil podmornico Argo na morsko dno Atlantika. Ko so iskali dve podmornici, sta Ballard in njegova ekipa ugotovila, da sta se obe sploščili od neizmernega pritiska v globino. Po vsem oceanskem dnu se je raztreslo na tisoče kosov ruševin. Po veliki sledi kosov razbitin so jih pripeljali neposredno do obeh in jim olajšali iskanje, kot če bi iskali trupe neposredno. Že vedel je, da se je tudi Titanic sploščil od pritiska, podobno kot dve podmornici, in zaključil, da je tudi on pustil raztresene kose razbitin ruševine. Z uporabo te lekcije so Argo odpeljali sem in tja po oceanskem dnu in iskali razbitine Titanica.  V izmeni so spremljali videoposnetek iz Arga, ko je iskal oceansko dno dve milji spodaj. 
V zgodnjih jutranjih urah 1. septembra 1985 so opazovalci opazili nepravilnosti na sicer gladkem oceanskem dnu. Sprva so bili točki, kot majhni kraterji pred udarci. Sčasoma so opazili kose rabzitin, ko se je prebudila preostala ekipa. Nazadnje je bil opažen kotel in kmalu zatem je bil najden ladijski trup. 
Ballardova ekipa je opravila splošno preiskavo zunanjosti Titanica in ugotovila njegovo stanje.  Najpomembneje so potrdili, da se je ladja res prelomila na dva dela in da je bila krma v precej slabšem stanju kot premec. Niso imeli veliko časa za raziskovanje, saj so drugi čakali, da bodo Knorrja popeljali na druga znanstvena področja, toda njegovo odkritje je bilo zdaj zagotovljeno. Ballard je prvotno načrtoval, da bo natančna lokacija razbitine ostala tajna, da ne bo nihče zahteval nagrad. Mesto je menil za pokopališče in ga ni hotel oskruniti z odstranjevanjem artefaktov.
12. julija 1986 se je Ballard s svojo ekipo vrnil na krov Atlantisa II, da bi opravil prvo podrobno študijo razbitine. Tokrat je pripeljal Alvina. Spremljal ga je Jason Junior, majhno vozilo na daljinsko upravljanje, ki se je skozi majhne odprtine prilegalo v notranjost ladje. Čeprav so se pri prvem potopu (ki je trajal več kot dve uri) srečali s tehničnimi težavami, so bili kasnejši veliko uspešnejši in so pripravili podroben fotografski zapis o stanju razbitine. 
Leta 1988 je Ballard objavil knjigo Discovery Of The Titanic: Exploring The Greatest Of All Lost Ships, ISBN 0446513857, kasneje pa je v videu pripovedoval o posebnostih odprave za National Geographic. V devetdesetih letih je Ballard pomagal pri oblikovanju modela razbitine Titanica in dal več podatkov o razbitini kot del filma iz leta 1997 Jamesa Camerona. 

### Druge odprave

#### Bismarck
Po odkritju Titanica se je Ballard lotil še bolj zastrašujoče naloge, ko je s svojo ekipo leta 1989, ko je plul po oceanu, ob obali Francije iskal potopljeno nemško bojno ladjo Bismarck. 15.000 čevljev globoka voda, v kateri se je potopil, je 4000 metrov globlje od vode, v kateri je potonil Titanic. Poskušal je ugotoviti, ali so ga Britanci potopili ali pa ga je potopila lastna posadka. Tri tedne po odpravi pa ga je prizadela osebna tragedija, ko je v avtomobilski nesreči umrl njegov 21-letni sin Todd, ki mu je pomagal pri iskanju.
Ballard je kasneje objavil knjigo o iskanju Odkritje Bismarcka (1990). Odkritje je bilo za National Geographic dokumentirano tudi v videu Jamesa Camerona iz leta 1989 Iskanje bojne ladje Bismarck, ki je nakazal, da so ladjo poškodovali torpedi in topovi britanskih ladij. Dejanski vzrok potopa pa je bila sabotaža podvodnih ventilov s strani posadke na krovu, po besedah Ballarda, ki je dejal, "našli smo trup, ki je videti cel in razmeroma nepoškodovan zaradi spusta in udarca".  Filmski ustvarjalec Cameron pa je dejal, da je pregled posadke njegove posadke pokazal, da bi Bismarck sčasoma potonil, tudi če ne bi bil uničen.

#### Bitka pri Guadalcanalu
Leta 1992 je Ballard s svojo ekipo obiskal mesta številnih razbitin ladij drugih svetovnih vojn v Tihem oceanu. S tem je odkril razbitino ladje IJN Kirishima. Njegova knjiga Lost Ships of Guadalcanal se nahaja na fotografiji številke plovila, potopljena v zloglasnem zvoku Ironbottom, ožini med otokom Guadalcanal v Floridami na Salomonovih otokih.

#### Lusitania
Leta 1993 je Ballard obiskal razbitino ladje RMS Lusitania v Keltskem morju. Med raziskovanjem razbitine je iskal predvsem vzroke, ki so bili odgovorni za nastanek druge močnejše eksplozije, ki je nastala nekaj sekund potem, ko je ladjo zadel torpedo. Ni našel dokazov o eksploziji kotla in menil je, da je vžig premogovega prahu znotraj ladje povzročil "množično, neobvladljivo [drugo] eksplozijo". Drugi njegovi raziskovalci so v to teorijo podvomili, nekateri pa nakazujejo, da so ladjo sabotirali Britanci.  Ballard ni našel dokazov v podporo tej trditvi. Nekateri strokovnjaki so navedli, da je pravzaprav eksplozija kotla povzročila, da je ladja tako hitro potonila v samo 18 minutah.
Po obisku razbitine je Ballard izdal knjigo Exploring Lusitania: Exploring the secrets of diving, ki je spremenila zgodovino, z naslovom Lusitania Roberta Ballarda na nekaterih trgih s soavtorjem Spencerjem Dunmorejem (ISBN 0785822070).

#### Britannic
Leta 1995 je Ballard obiskal razbitino Titanicove sestrske ladje HMHS Britannic v Egejskem morju. Med ogledom razbitine je Ballard raziskoval predvsem veliko škodo na premcu, kar je pozneje sam zaključil, da je to posledica trka premca v morsko dno. Iskal je tudi ostanke morske mine, ki jo je Britannic zadel, vendar jih ni našel. Ballard je bil navdušen nad tem, da bi razbitino preuredili v prvi podvodni muzej na svetu, predvsem zaradi njenega dobrega stanja in je tudi sodeloval pri projektu, vendar se zaradi opravka z lastnikom razbitine ni vse uresničilo po načrtih. 
Po obisku razbitine je Ballard izdal knjigo The Titanic's lost sister v kateri je podrobneje opisal svojo odpravo na razbitino. Ballard je navedel, da upa, da se bo še kdaj lahko vrnil na razbitino, da bi jo še bolj raziskal predvsem zato, ko je podal teorijo, da naj bi med potapljanjem v notranjosti ladje pršilo še do druge močnejše eksplozije.

#### USS Yorktown
19. maja 1998 je Ballard našel razbitino Yorktowna, potopljeno v bitki pri Midwayu. Najdena je bila 5 km (5 km) pod površino in je bilo fotografirano.

#### PT-109
Leta 2002 sta National Geographic Society in Ballard ladjo z oddaljenimi vozili izstrelila na Salomonove otoke. Uspelo jim je najti torpedno cev in prednji odsek od ladje Johna F. Kennedyja PT-109, ki ga je leta 1943 japonski rušilec Amagiri napadel in potopil proti otoku Ghizo. Obisk je razkril tudi identiteto otočanov Biuku Gasa in Eroni Kumana, ki sta prejela malo priznanja, ker je po dnevih v njihovem kanuju iskala brodolomce. Izdelana je bila posebna TV-oddaja in knjiga, Ballard pa je leta 2005 govoril v knjižnici John F. Kennedy.

#### Črno morje
Ballard se je ukvarjal tudi z legendarnim potopom in iskal dokaze, ki podpirajo tezo, da je bil Potop preboj Sredozemlja v Črno morje pred 7.500 leti, ko je bilo Črno morje sladkovodno jezero. Ta teza je trenutno predmet sporov v svetu znanosti.

## Zasebno življenje
Ballard ima tri sinove, Todda Allana (1968-1989), Douga in Bena (r. 1994).
Ballard se je poročil z Marjorie Jacobsen leta 1966 in se ločil leta 1990. Ponovno se je poročil leta 1991, z Barbaro Ballard.